# カステルテルミニ
カステルテルミニ（イタリア語: Casteltermini）は、イタリア共和国シチリア自治州アグリジェント県にある、人口約7,900人の基礎自治体（コムーネ）。

## 地理

### 位置・広がり

#### 隣接コムーネ
隣接するコムーネは以下の通り。括弧内のCLはカルタニッセッタ県所属を示す。
- アックアヴィーヴァ・プラータニ (CL)
- アラゴーナ
- カンマラータ
- カンポフランコ (CL)
- サン・ビアージョ・プラータニ
- サンタンジェロ・ムクサーロ
- サント・ステーファノ・クイスクイーナ
- ステーラ (CL)